# New Kids Turbo
New Kids Turbo es una comedia holandesa de acción de 2010, basada en la serie de televisión New Kids. La película está escrita y dirigida por Steffen Haars y Flip van der Kuil, quien junto con Tim Haars, Huub Smit y Wesley van Gaalen desempeñan los papeles principales.
New Kids Turbo fue estrenada el 6 de diciembre de 2010 y se observó en todos los cines holandeses el 9 de diciembre. La película rompió récords holandeses de cifras más altas de audiencia en la noche de apertura. Es la primera película de Comedy Central producida fuera de los Estados Unidos y también la primera película de Paramount Pictures, producida por Comedy Central en los Países Bajos.
La película incluye cameos, entre otros, de Theo Maassen, Hans Teeuwen, Frank Lammers, Antonie Kamerling, Reinout Oerlemans, Jody Bernal, Peter Aerts, Fresku y Paul Elstak. El 12 de abril de 2011, la película se estrenó en DVD y Blu-ray.
- Datos: Q1964614